# Maragogipe
Maragogipe este un oraș în statul Bahia (BA) din Brazilia.